# Harrison (Nebraska)
Harrison – wieś w Stanach Zjednoczonych, w stanie Nebraska, siedziba administracyjna hrabstwa Sioux.